# Chiroxiphia
Chiroxiphia – rodzaj ptaków z podrodziny gorzyków (Piprinae) w rodzinie gorzykowatych (Pipridae).

## Zasięg występowania
Rodzaj obejmuje gatunki występujące w Ameryce Środkowej i Południowej.

## Morfologia
Długość ciała 11,5–15,5 cm; masa ciała 14,1–26,5 g.

## Systematyka

### Etymologia
- Metopia: gr. μετωπιας metōpias „o wysokim czole”, od μετωπιον metōpion „czoło”, od μετα meta „między”; ωψ ōps, ωπος ōpos „oko”[8]. Gatunek typowy: Pipra galeata M.H.C. Lichtenstein, 1823; młodszy homonim Metopia Meigen, 1803 (Diptera).
- Chiroxiphia: gr. χειρ kheir, χειρος kheiros „ręka”; ξιφος xiphos „miecz”[8].
- Antilophia: gr. αντιος antios „inny, różny”; λοφοεις lophoeis „grzebieniasty, czubaty”, od λοφος lophos „grzebień, czubek”[8]. Gatunek typowy: Pipra galeata M.H.C. Lichtenstein, 1823.
- Cercophaena: gr. κερκος kerkos „ogon”; φαεννος phaennos „wspaniały”, od φαω phaō „świecić, lśnić”[8]. Gatunek typowy: Pipra linearis Bonaparte, 1838.
- Chiroprion: gr. χειρ kheir, χειρος kheiros „ręka”; πριων priōn ,πριονος prionos „piła”[8]. Gatunek typowy: [Pipra] pareola Linnaeus, 1766.

### Podział systematyczny
Do rodzaju należą następujące gatunki:
- Chiroxiphia boliviana J.A. Allen, 1889 – modrogrzbiecik czerwonogłowy
- Chiroxiphia caudata (Shaw, 1793) – modrogrzbiecik tęposterny
- Chiroxiphia bokermanni (Coelho & W. Silva, 1998) – hełmogłowik biały
- Chiroxiphia galeata (M.H.C. Lichtenstein, 1823) – hełmogłowik czarny
- Chiroxiphia pareola (Linnaeus, 1766) – modrogrzbiecik trójbarwny
- Chiroxiphia linearis (Bonaparte, 1838) – modrogrzbiecik długosterny
- Chiroxiphia lanceolata (Wagler, 1830) – modrogrzbiecik ostrosterny